# Järna (stacja kolejowa)
Järna (szwedzki: Järna station) – stacja kolejowa w Järna, w regionie Sztokholm, w Szwecji. Jest węzłem na Västra stambanan, od której odchodzi tutaj Nyköpingsbanan. Jest też obsługiwana przez pociągi Pendeltåg w Sztokholmie.

## Linie kolejowe
- Västra stambanan
- Nyköpingsbanan